# Udkant
Udkant er det geografiske område der ligger længst væk fra centrum.